# Yvonne Ryding
Yvonne Agneta Ryding (Eskilstuna, 14 de dezembro de 1962) é uma rainha da beleza sueca, coroada como Miss Universo 1984, em Miami Beach, Estados Unidos, a terceira e última de seu país a conseguir este feito até hoje. À época do concurso, sua profissão oficial era a de enfermeira. 

## Sucessão
No dia 15 de junho de 1985, Yvone se tornou a primeira Miss Universo a abrir a transmissão oficial do concurso, feita pela CBS. Na ocasião, ela deu abertura ao desfile de trajes típicos e chamou ao palco a candidata da Argentina.
Naquela mesma noite, ela passou a faixa e a coroa para a sua sucessora, a portorriquenha Deborah Carthy-Deu.

## Vida e Carreira
Depois de seu reinado, Yvone trabalhou alguns anos como modelo nos EUA antes de voltar à Suécia. Passou a ser figura assídua em programas de TV no país. Antes de vencer o Froken Sverige (Miss Suécia) e o Miss Universo, ela participou do concurso local Lucia Bride (que no Brasil, equivale aos títulos de rainha de feira agropecuária).
Em abril de 2006, foi uma das ex-misses Universo que participaram do lançamento do livro Universal Beauty, que trata dos bastidores do concurso, em Nova York. Atualmente, está divorciada do ator local Kjell Bergqvist e tem dois filhos. Quando casada, adotara o nome de Yvonne Ryding-Bergqvist. Há alguns anos ela apareceu no programa de celebridades Dancing with the Stars, na versão sueca, mas foi eliminada.